# ビョルグヴィン・シグルズソン
ビョルグヴィン・グズニ・シーグルズソン（アイスランド語: Björgvin Guðni Sigurðsson、1970年10月30日 - ）は、アイスランドの政治家。ゲイル・ハーデの下で商務大臣を務めた。